# Ристалище

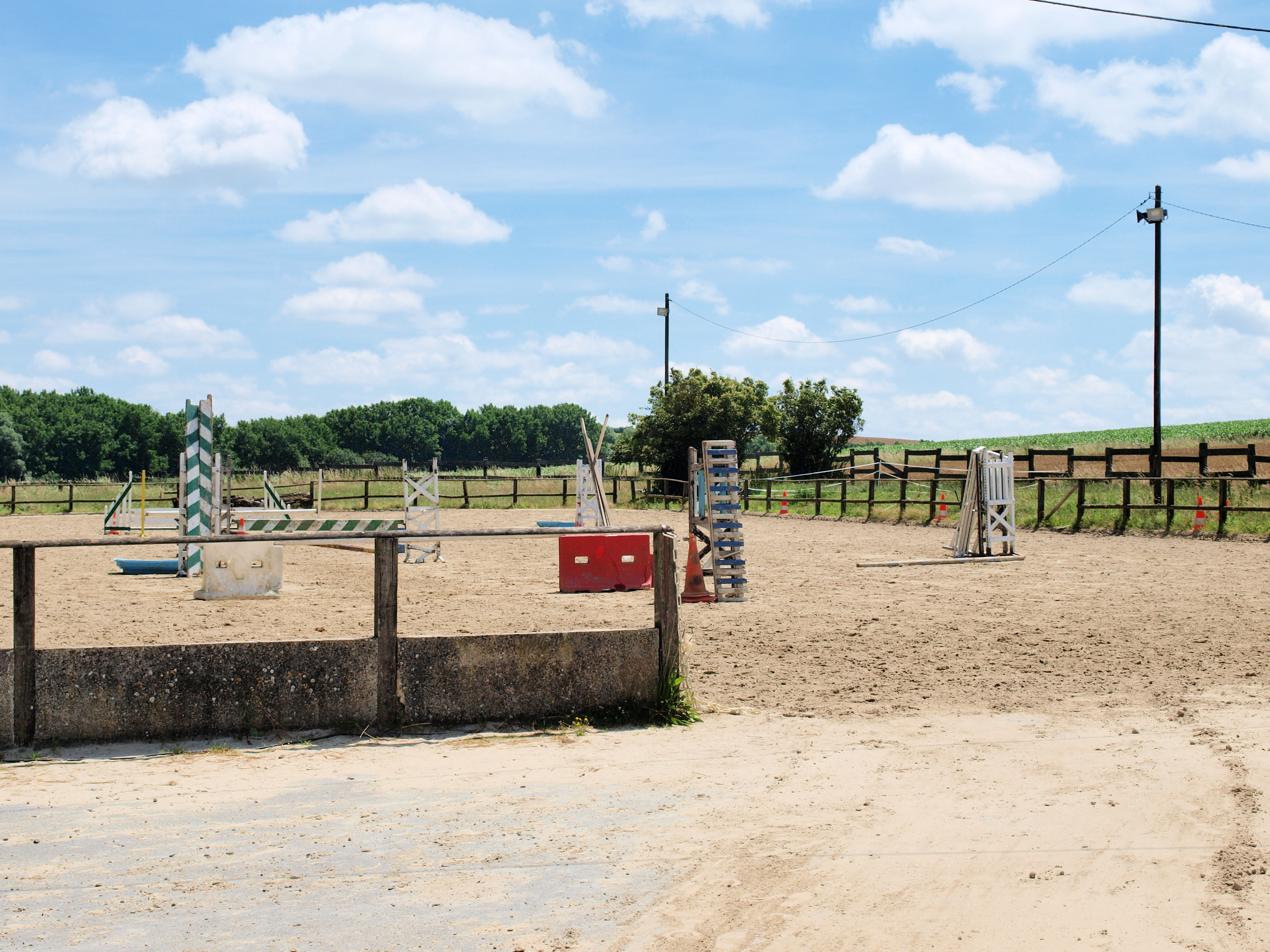
Ристалище в Ретеле

Риста́лище (от старорусского «ристать» — двигаться, бегать, ездить) — площадь для конных состязаний (ристанья), а также само рыцарское состязание.
Лексический семантический архаизм, употребляемый при проведении военно-исторических мероприятий и ролевых игр живого действия. Может использоваться также для обозначения арены, места проведения не только конных состязаний, а также гимнастических и иных.